# Força Aèria de Somalilàndia

Escarapel·la de la Força Aèria de Somalilàndia.

La Força Aèria de Somalilàndia és la branca aèria de les Forces Armades de Somalilàndia. Està organitzada en set brigades. El seu equip és limitat. El manteniment desconegut.
Inclou míssils terra-aire S-75 i S-125 (soviètics) no operatius, míssils portàtils Strela (soviètics) que podrien no estar operatius, i alguns radars. No disposa, oficialment, de cap avió de combat.